# New Brighton Tower FC
New Brighton Tower FC var en engelsk fotbollsklubb från New Brighton, Lancashire. Klubben bildades 1897 för att spela på Tower Athletic Grounds med en kapacitet på 80 000.  Klubben spelade i the Football League under tre säsonger, innan klubben sedan 1901 upplöstes av ekonomiska skäl.